# Barcelona (Wenezuela)
Barcelona – miasto w Wenezueli, położone przy ujściu rzeki Neveri do Morza Karaibskiego, około 200 km na wschód od stolicy kraju Caracas. Stolica stanu Anzoátegui.

## Opis
Miasto zostało założone w 1671 roku. Barcelona stanowi ważny ośrodek handlowy i przemysłowy w tej części kraju, która wraz z Lechería, Puerto La Cruz i Guantą tworzy obszar metropolitalny. Z położonych na południe od miasta pól naftowych transportowana jest tutaj rurociągami ropa naftowa. Część przetwarzana jest na miejscu, reszta wywożona jest przez port w sąsiednim Puerto La Cruz. Poza przemysłem naftowym rozwinął się tu przemysł cementowy, spożywczy i skórzany. W mieście znajduje się międzynarodowy Port lotniczy General Jose Antonio Anzoategui.

## Demografia
Miasto według spisu powszechnego 21 października 2001 roku liczyło 327 888, 30 października 2011 ludność Barcelony wynosiła 382 881.

## Miasta partnerskie
- Lechería
- Puerto la Cruz
- Buenos Aires
- Coimbra
- Miami